# Naturschutzgebiet Feuchtwiese bei Keller
Das Naturschutzgebiet Feuchtwiese bei Keller liegt im Stadtteil Asselborn von Bergisch Gladbach unmittelbar an der Stadtgrenze zu Kürten zwischen den Ortsteilen Untersteinbach und Keller an der nördlichen Straßenseite.

## Beschreibung
Das Naturschutzgebiet umfasst ein etwa 1 ha großes, brach liegendes Feucht- und Nassgrünland mit den umgebenden Grünlandbereichen. Das Fachinformationssystem des Landesamtes für Natur, Umwelt und Verbraucherschutz in NRW beschreibt das Gebiet wie folgt: 

„Nach Osten hin läßt sich ein zunehmender Feuchtegradient und ein teils fließender Übergang zu artenreicherem Feucht- bzw. Nassgrünland erkennen. Im Osten des Gebiets befindet sich ein potenzialreicher, offenbar brachliegender oder nur sehr extensiv genutzter Bereich, in dem die Gemeine Waldsimse und das Echte Mädesüß dichte, strukturreiche Dominanzbestände bilden, deren Artenspektrum durch zahlreiche Feuchtezeiger und floristische Besonderheiten wie zum Beispiel der Sumpf-Dotterblume und der Glieder-Binse bereichert wird. Aus naturschutzfachlicher Sicht gründet sich der besondere Wert des Gebiets auf das vergleichsweise hohe Entwicklungspotenzial der zum Teil brachliegenden Feucht- und Nassgrünlandbereiche, die zahlreichen seltenen Tier- und Pflanzenarten als Lebensraum dienen und als Seggen- und binsenreiche Nasswiesen dem gesetzlichen Biotopschutz unterliegen.“

## Schutzziele
Die Schutzausweisung dient zur
1. Sicherung der Funktion als Biotopverbundfläche von herausragender Bedeutung,
2. Erhaltung, Entwicklung und Wiederherstellung des Feucht- und Nassgrünland als Lebensraum gefährdeter Pflanzenarten.[2]

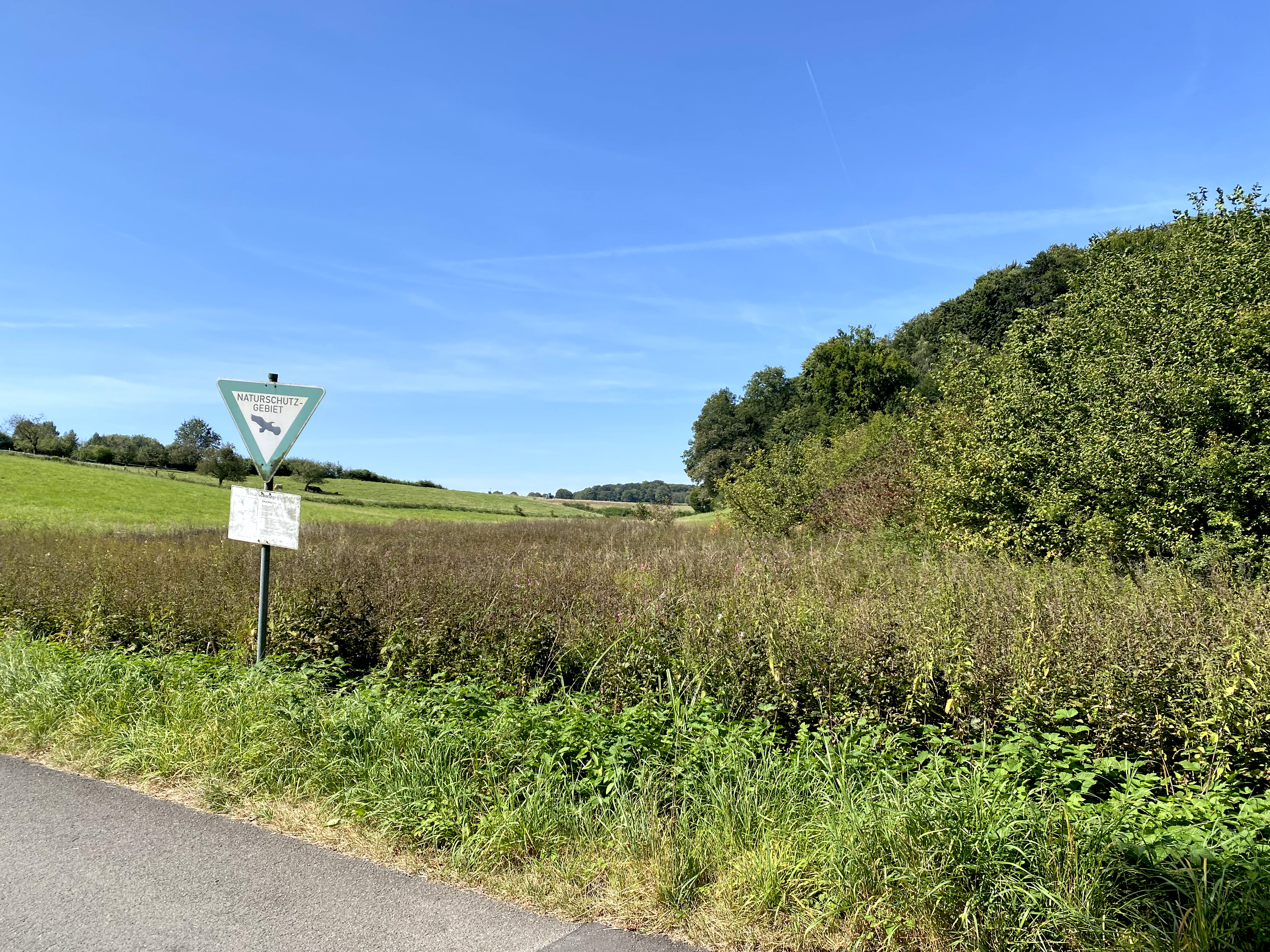
unterer, östl. Bereich der Feuchtwiese an der Straße nach Untersteinbach
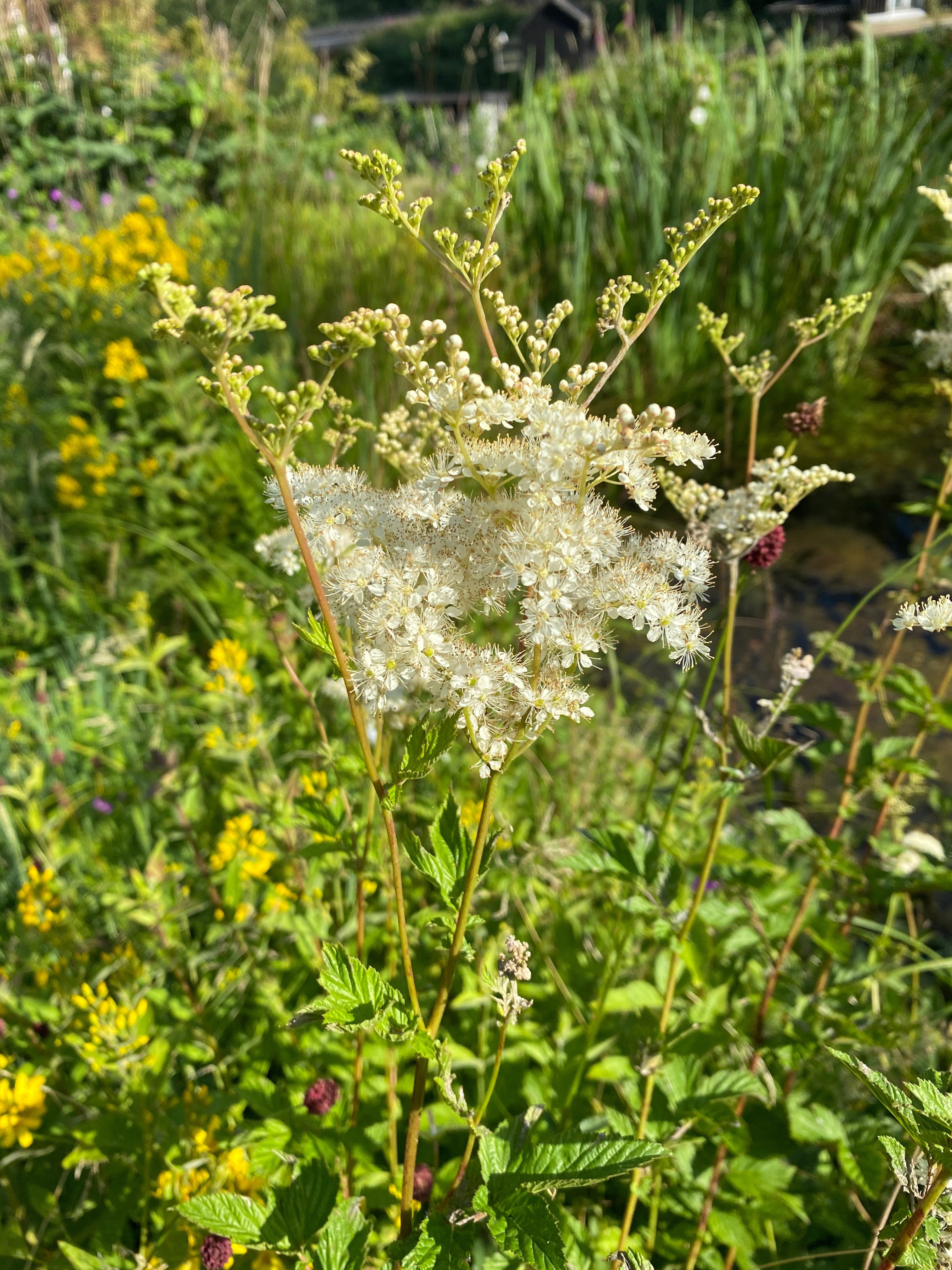
Insektenmagnet: Echtes Mädesüß
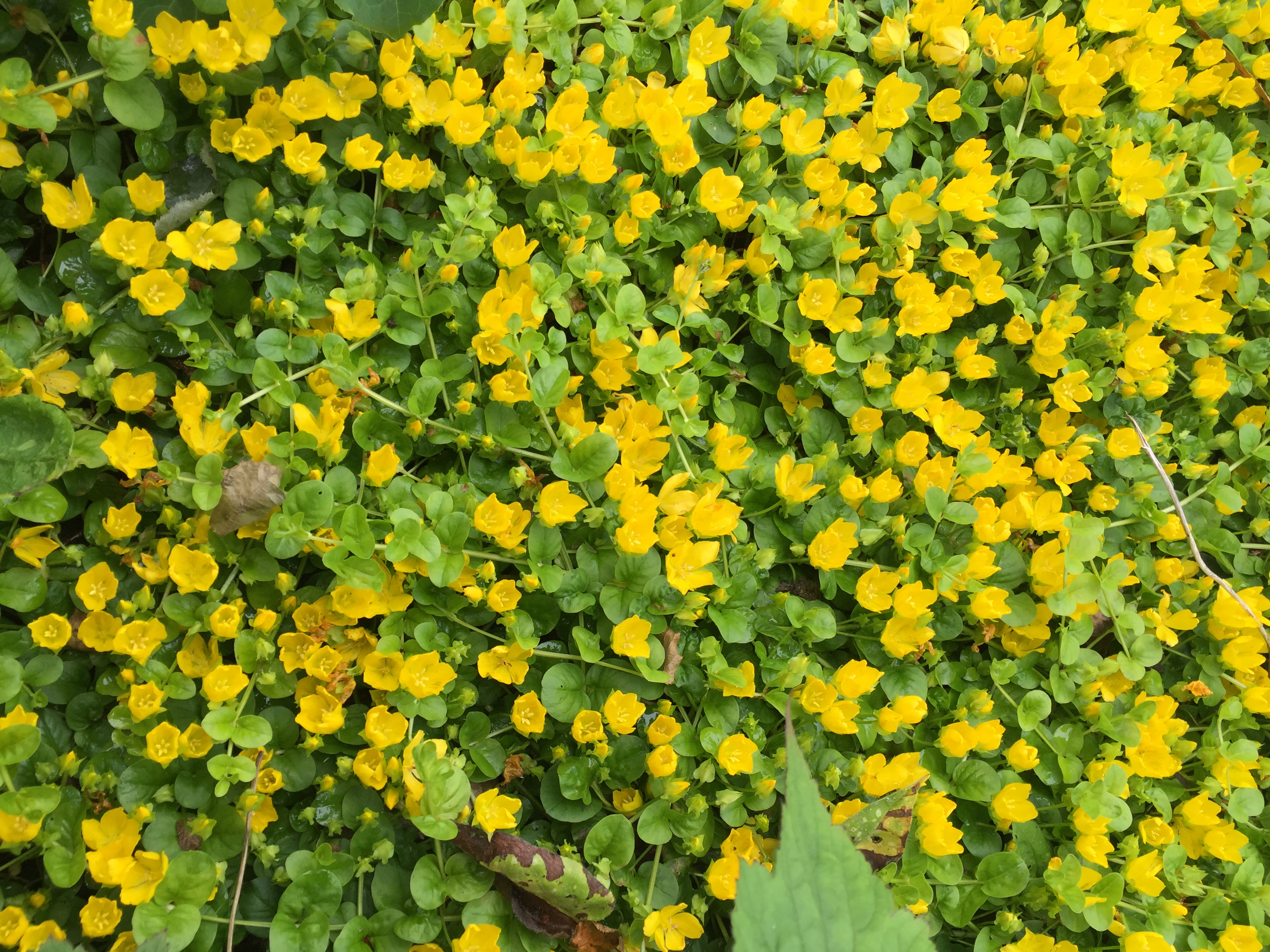
Pfennigkraut (Lysimachia nummularia)
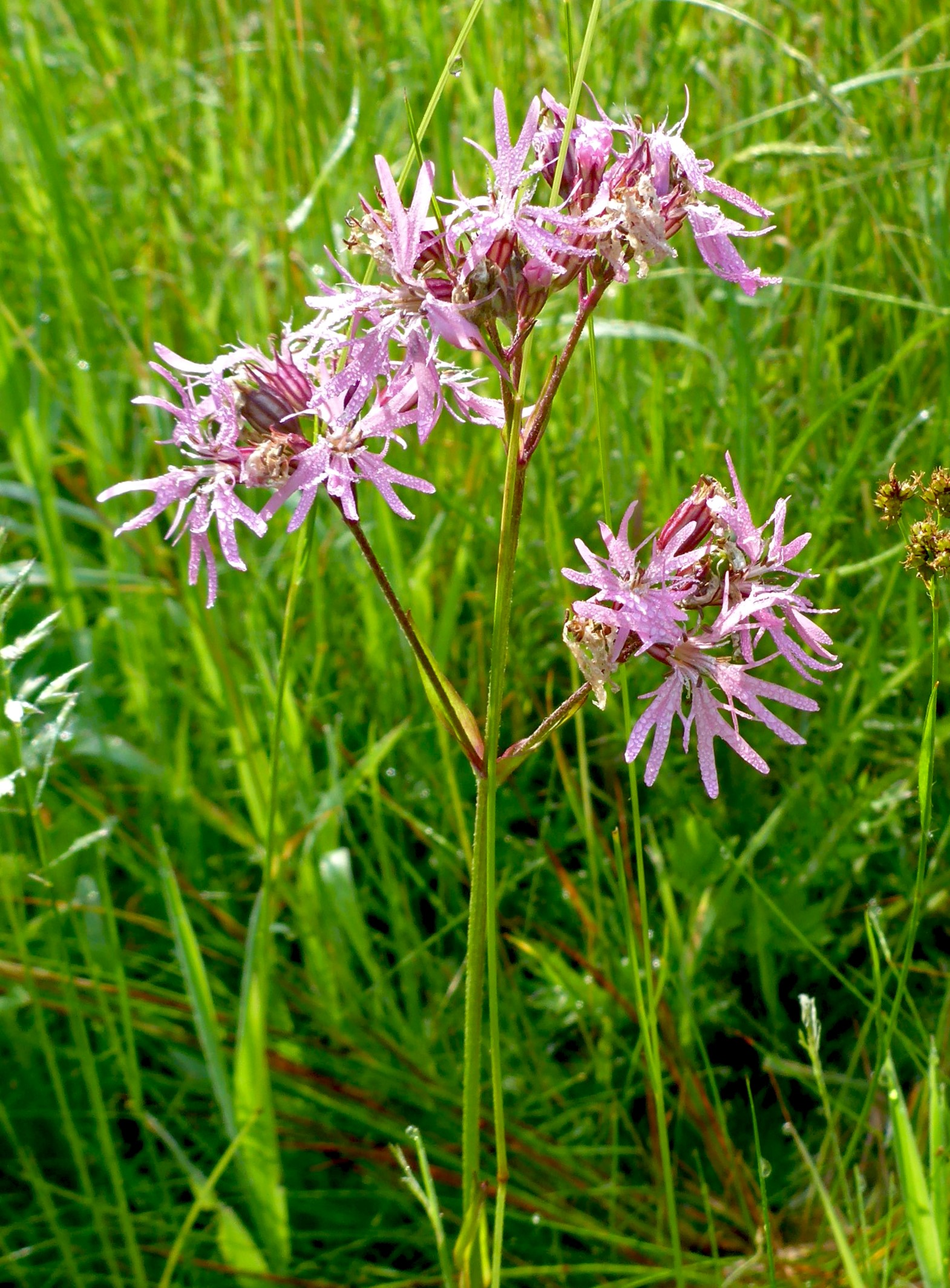
Kuckucks-Lichtnelke (Lychnis flos-cuculi)
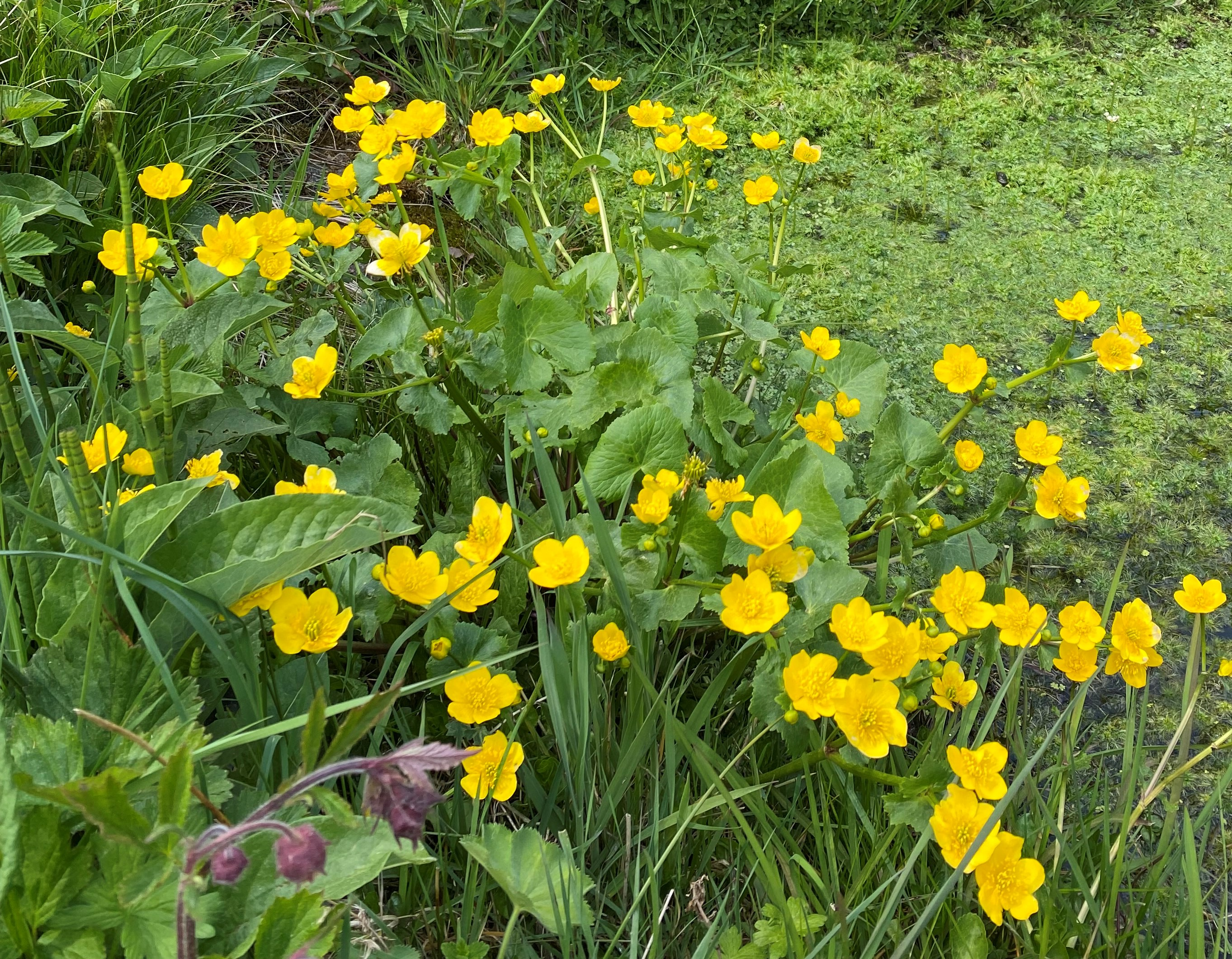
Immer seltener zu sehen: Sumpf-Dotterblumen
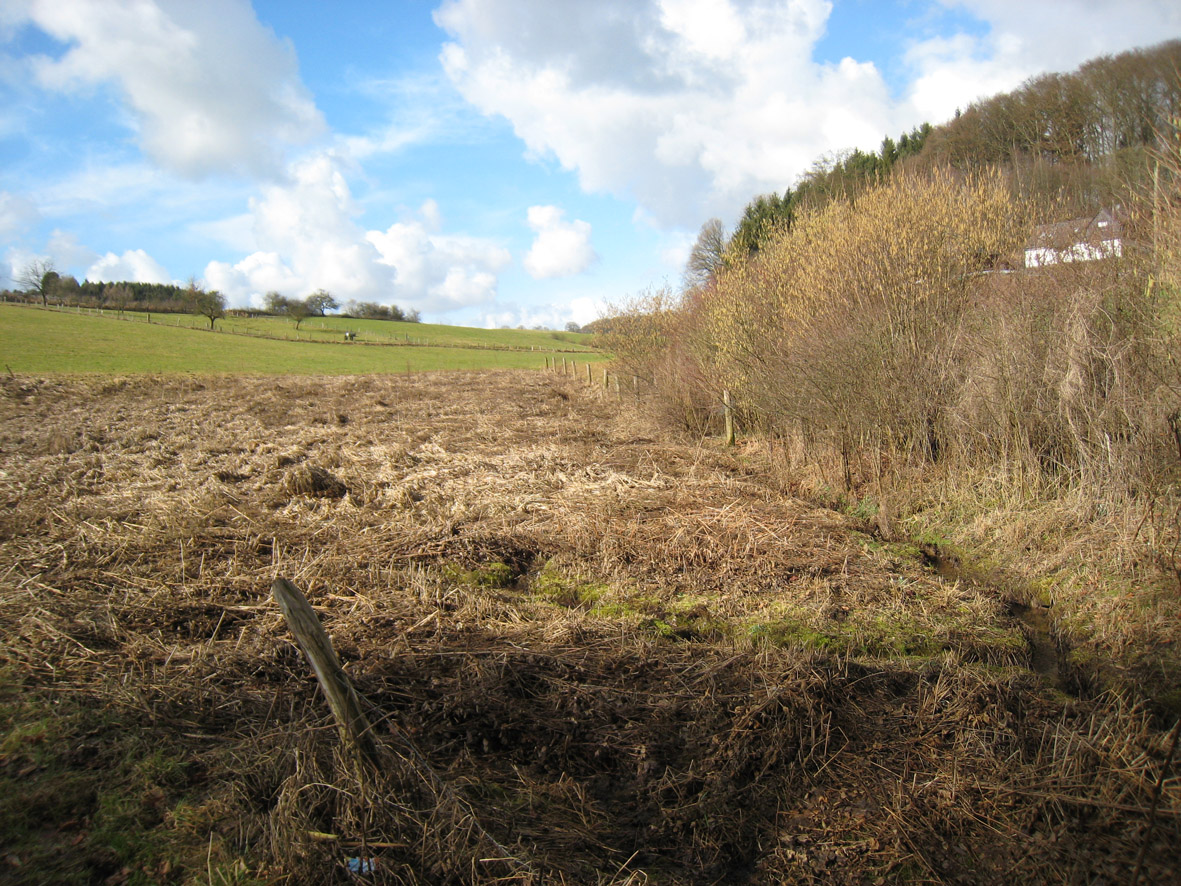
Feuchtwiese im Winter 2017